# Ferrovia Fenit-Tralee
La ferrovia Fenit–Tralee fu una linea ferroviaria irlandese che attraversava la costa settentrionale della baia di Tralee collegando Fenit al capoluogo della contea del Kerry, Tralee, dal quale si diramavano la linea per Ballingrane e Limerick e quella per Mallow.

## Storia
Costruita negli anni ottanta dalla Fenit and Tralee Railway, fu aperta all'esercizio il 5 luglio 1887. La Waterford and Limerick Railway (WLR), che già eserciva la Ballingrane–Tralee, ne assunse la gestione del servizio.
Nel 1901, con la fusione della WLR nella Great Southern and Western Railway (GS&WR), quest'ultima assunse l'esercizio e prese la decisione di unificare gli scali della città di Tralee sopprimendo la stazione North per attestare la linea presso l'attuale. La ferrovia seguì le vicende delle linee appartenenti alla GS&WR: nel 1925 passò sotto l'amministrazione della Great Southern Railways (GSR), che soppresse il servizio passeggeri il 31 dicembre 1934, mentre dal 1945 fece parte della rete gestita della Córas Iompair Éireann (CIÉ), che chiuse il servizio merci il 6 giugno 1978.
Dal punto di vista legale, la ferrovia non risulta soppressa e risulta gestita dalla Iarnród Éireann (IÉ), tuttavia nel 1992 sono stati tagliati i binari della linea in uscita dalla stazione di Tralee. Il resto del tracciato è in stato di abbandono e, al 2006, il piazzale binari di Fenit è coperto dalla ghiaia.

## Percorso
|  |  | Unknown route-map component "exKDSTa" |

|  |  | Unknown route-map component "exBHF" |

|  |  | Unknown route-map component "exHST" |

|  |  | Unknown route-map component "exBHF" |

|  |  | Unknown route-map component "exABZg+l" | Unknown route-map component "exCONTfq" |  |

| Unknown route-map component "exCONTgq" | Unknown route-map component "exSTR+r" | Unknown route-map component "exSTR" |  |  |

|  | Unknown route-map component "exKBHFe" | Unknown route-map component "exBHF" |  |  |

|  |  | Unknown route-map component "KBHFxa" |

|  |  | Continuation forward |

Dalla stazione di Tralee, la linea si dirigeva a nord-ovest percorrendo un tratto in affiancamento alla linea proveniente da Ballingrane per discostarsi da questa all'altezza di Ballynaoulort. Proseguendo a ovest, la linea serviva le località di Spa, con una stazione dotata di scalo merci, e Kilfenora, con una fermata.
Giunta a Fenit, grazie ad un ponte metallico la linea attraversava il porto, arrivando presso l'isola di Samphire, dove si trovava lo scalo merci di Fenit Pier.